# Castillon-Debats
Castillon-Debats è un comune francese di 338 abitanti situato nel dipartimento del Gers nella regione dell'Occitania.

## Società

### Evoluzione demografica
Abitanti censiti